# نقطة نهاية سريرية
نقطة النهاية السريرية مصطلح يستخدم في التجارب السريرية للدلالة على ظهور مرض أو عرض أو علامة أو خلل مخبري يتعارض مع الأهداف المرجوة من التجارب، وقد تؤدي إلى الاضطرار لإيقاف هذه الدراسة أو أن الشخص الذي تجري عليه الدراسة ينسحب منها.